# Łapiguz (Łuków)
Łapiguz – część miasta Łukowa, położona w jego zachodniej części, wzdłuż ulicy o tej samej nazwie.